# Curling-Mixed-Europameisterschaft 2010
Die Curling-Mixed-Europameisterschaft 2010 fand vom 21. bis 25. September 2010 in Howwood, Renfrewshire in Schottland statt.

## Teilnehmer
| Dänemark | Deutschland | England |
| --- | --- | --- |
| Skip: Joel Ostrowski Third: Camilla Jensen Second: Søren Jensen Lead: Ane Hansen Alternate:                                                                 | Skip: Rainer Schöpp Third: Andrea Schöpp Second: Florian Zahler Lead: Imogen Oona Lehmann Alternate: Adolf Geiselhart Alternate:                           | Skip: Alan MacDougall Third: Lana Watson Second: Andrew Reed Lead: Suzie Law Alternate: John Sharp Alternate:                                  |
| Estland | Finnland | Frankreich |
| Skip: Andres Jakobson Third: Reet Taidre Second: Jaanus Rannu Lead: Viktoria Rudenko Alternate: Leo Jakobson Alternate:                                     | Skip: Tomi Rantamäki Third: Katja Kiiskinen Second: Kimmo Ilvonen Lead: Marjo Hippi Alternate:                                                             | Skip: Stéphanie Jaccaz Third: Bruno Barbarin Second: Laure Duponcel Lead: Jerome Duponcel Alternate: Karine Caux Alternate: Jean-Paul Mutazzi  |
| Irland | Italien | Lettland |
| Skip: John Kenny Third: Marie Teree O’Kane Second: David Smith Lead: Gillian Drury Alternate: Tony Tierney Alternate:                                       | Skip: Diana Gaspari Third: Malko Tondella Second: Sonia Dibona Lead: Marcello Pachner Alternate: Chiara Olivieri Alternate: Roberto Fassina                | Skip: Artis Zentelis Third: Zanda Bikshe Second: Peteris Sveisbergs Lead: Ieva Berzina Alternate: Ieva Krusta Alternate:                       |
| Niederlande | Norwegen | Österreich |
| Skip: Laurens van der Windt Third: Christel Krösing Second: Luutze Koelewijn Lead: Rose-Marie Berghuijs Alternate: Kimberly Honders Alternate: Jaap Veerman | Skip: Stein Erik Johansen Third: Aina Engen Second: Eivind Sve Lead: Lene Vollan Alternate:                                                                | Skip: Claudia Toth Third: Florian Huber Second: Constanze Hummelt Lead: Christian Roth Alternate: Karina Toth Alternate:                       |
| Russland | Schottland | Schweden |
| Skip: Olga Scharkowa Third: Alexei Stukalski Second: Anna Lobova Lead: Alexander Kozyrev Alternate: Artur Razhabov Alternate: Viktoria Makarshina           | Skip: David Edwards Third: Kerry Barr Second: Dillan Perras Lead: Louise Wood Alternate:                                                                   | Skip: Per Noréen Third: Camilla Johansson Second: Patrik Karlsson Lead: Katarina Nyberg Alternate:                                             |
| Schweiz | Serbien | Slowakei |
| Skip: Claudio Pätz Third: Gioia Oechsle Second: Sven Michel Lead: Alina Pätz Alternate:                                                                     | Skip: Marko Stojanovic Third: Olivera Momcilovic Second: Bojan Mijatovic Lead: Dara Gravar-Stojanovic Alternate: Goran Ungurovic Alternate: Tatjana Jeftic | Skip: Milan Kajan Third: Gabriela Kajanova Second: Rene Petko Lead: Martina Kajanova Alternate:                                                |
| Spanien | Tschechien | Türkei |
| Skip: Irantzu Garcia Vez Third: Sergio Vez Labrador Second: Elena Altuna Lead: Manuel Garcia Roman Alternate: Egoitz Gordo Villamor Alternate:              | Skip: Radek Bohac Third: Sara Jahodova Second: Petr Horák Lead: Klara Bouskova Lead: Lenka Cernovska Lead: Marek Cemovsky                                  | Skip: Ilhan Osmanagaoglu Third: Aysun Ergin Second: Tugrul Sinasi Sahiner Lead: Öznur Polat Alternate: Ali Osman Sahin Alternate: Seyda Zengin |
| Ungarn | Wales | Belarus |
| Skip: Gabor Ezsöl Third: Orsolya Rokusfalvy Second: Tamas Szabad Lead: Csilla Halasz Alternate: András Rokusfalvy Alternate: Gyöngyi Nagy                   | Skip: Adrian Meikle Third: Lesley Carol Second: Andrew Robbins Lead: Jane Robbins Alternate: Stewart Cairns Alternate:                                     | Skip: Dmitry Kirillov Third: Ekaterina Kirillova Second: Dmitry Yarko Lead: Alina Pauljutschyk Alternate:                                      |

## Round Robin

### Gruppe A
| Platz | Team        | Spiele | Siege | Ndlg. |
| ----- | ----------- | ------ | ----- | ----- |
| 01.   | Schottland  | 7      | 7     | 0     |
| 02.   | Schweiz     | 7      | 6     | 1     |
| 03.   | Russland    | 7      | 5     | 2     |
| 04.   | Frankreich  | 7      | 4     | 3     |
| 05.   | Finnland    | 7      | 3     | 4     |
| 06.   | Niederlande | 7      | 1     | 6     |
|       | Italien     | 7      | 1     | 6     |
|       | Türkei      | 7      | 1     | 6     |

| Datum    | Zeit  | Begegnung                | Resultat |
| -------- | ----- | ------------------------ | -------- |
| 21. Sep. | 11:30 | Schottland – Russland    | 7:6      |
|          |       | Finnland – Schweiz       | 1:4      |
|          |       | Frankreich – Italien     | 10:0     |
|          |       | Niederlande – Türkei     | 6:7      |
|          | 18:00 | Russland – Schweiz       | 5:7      |
|          |       | Finnland – Schottland    | 2:5      |
|          |       | Italien – Türkei         | 9:2      |
|          |       | Frankreich – Niederlande | 7:4      |
| 22. Sep. | 10:00 | Schweiz – Frankreich     | 9:2      |
|          |       | Schottland – Türkei      | 11:1     |
|          |       | Niederlande – Finnland   | 8:9      |
|          |       | Italien – Russland       | 3:6      |
|          | 16:30 | Türkei – Schweiz         | 0:12     |
|          |       | Schottland – Frankreich  | 6:5      |

| Datum    | Zeit  | Begegnung                | Resultat |
| -------- | ----- | ------------------------ | -------- |
|          |       | Finnland – Italien       | 6:5      |
|          |       | Niederlande – Russland   | 5:14     |
| 23. Sep. | 10:00 | Russland – Frankreich    | 5:3      |
|          |       | Türkei – Finnland        | 3:11     |
|          |       | Niederlande – Schottland | 2:12     |
|          |       | Schweiz – Italien        | 10:2     |
|          | 16:30 | Italien – Niederlande    | 7:8      |
|          |       | Schottland – Schweiz     | 6:5      |
|          |       | Russland – Finnland      | 7:4      |
|          |       | Türkei – Frankreich      | 2:11     |
| 24. Sep. | 08:00 | Frankreich – Finnland    | 5:4      |
|          |       | Schweiz – Niederlande    | 7:2      |
|          |       | Türkei – Russland        | 1:12     |
|          |       | Italien – Schottland     | 5:7      |

### Gruppe B
| Platz | Team       | Spiele | Siege | Ndlg. |
| ----- | ---------- | ------ | ----- | ----- |
| 01.   | England    | 7      | 7     | 0     |
| 02.   | Österreich | 7      | 6     | 1     |
| 03.   | Slowakei   | 7      | 4     | 3     |
|       | Tschechien | 7      | 4     | 3     |
|       | Spanien    | 7      | 4     | 3     |
| 06.   | Irland     | 7      | 2     | 5     |
| 07.   | Belarus    | 7      | 1     | 6     |
| 08.   | Serbien    | 7      | 0     | 7     |

| Datum    | Zeit  | Begegnung               | Resultat |
| -------- | ----- | ----------------------- | -------- |
| 21. Sep. | 11:30 | Tschechien – England    | 5:6      |
|          |       | Spanien – Österreich    | 4:5      |
|          | 14:30 | Irland – Slowakei       | 6:8      |
|          |       | Belarus – Serbien       | 9:1      |
|          |       | Tschechien – Österreich | 5:6      |
|          |       | Spanien – England       | 3:9      |
|          | 21:00 | Slowakei – Serbien      | 10:1     |
|          |       | Irland – Belarus        | 8:6      |
| 22. Sep. | 10:00 | England – Serbien       | 11:2     |
|          |       | Österreich – Irland     | 8:2      |
|          |       | Spanien – Belarus       | 10:4     |
|          |       | Tschechien – Slowakei   | 5:6      |
|          | 16:30 | England – Irland        | 6:3      |
|          |       | Belarus – Tschechien    | 2:7      |

| Datum    | Zeit  | Begegnung             | Resultat |
| -------- | ----- | --------------------- | -------- |
|          |       | Serbien – Österreich  | 1:12     |
|          |       | Slowakei – Spanien    | 4:5      |
| 23. Sep. | 13:00 | Serbien – Spanien     | 3:9      |
|          |       | Irland – Tschechien   | 3:6      |
|          |       | Österreich – Slowakei | 9:4      |
|          |       | England – Belarus     | 9:2      |
|          | 19:30 | Tschechien – Spanien  | 4:3      |
|          |       | Irland – Serbien      | 12:0     |
|          |       | Belarus – Slowakei    | 4:9      |
|          |       | Österreich – England  | 5:6      |
| 24. Sep. | 08:00 | Belarus – Österreich  | 5:11     |
|          |       | Slowakei – England    | 3:10     |
|          |       | Spanien – Irland      | 10:3     |
|          |       | Serbien – Tschechien  | 3:8      |

### Gruppe C
| Platz | Team        | Spiele | Siege | Ndlg. |
| ----- | ----------- | ------ | ----- | ----- |
| 01.   | Deutschland | 7      | 5     | 2     |
|       | Dänemark    | 7      | 5     | 2     |
|       | Ungarn      | 7      | 5     | 2     |
| 04.   | Schweden    | 7      | 4     | 3     |
| 05.   | Lettland    | 7      | 3     | 4     |
|       | Estland     | 7      | 3     | 4     |
| 07.   | Norwegen    | 7      | 2     | 5     |
| 08.   | Wales       | 7      | 1     | 6     |

| Datum    | Zeit  | Begegnung              | Resultat |
| -------- | ----- | ---------------------- | -------- |
| 21. Sep. | 14:30 | Dänemark – Deutschland | 6:4      |
|          |       | Schweden – Ungarn      | 3:4      |
|          |       | Lettland – Estland     | 9:4      |
|          |       | Norwegen – Wales       | 7:5      |
|          | 21:00 | Deutschland – Ungarn   | 8:6      |
|          |       | Dänemark – Schweden    | 4:6      |
|          |       | Estland – Wales        | 7:3      |
|          |       | Lettland – Norwegen    | 4:8      |
| 22. Sep. | 13:00 | Schweden – Norwegen    | 7:4      |
|          |       | Lettland – Ungarn      | 7:8      |
|          |       | Dänemark – Wales       | 6:2      |
|          |       | Estland – Deutschland  | 1:4      |
|          | 19:30 | Schweden – Estland     | 4:5      |
|          |       | Norwegen – Deutschland | 2:10     |

| Datum    | Zeit  | Begegnung              | Resultat |
| -------- | ----- | ---------------------- | -------- |
|          |       | Wales – Ungarn         | 7:3      |
|          |       | Dänemark – Lettland    | 8:1      |
| 23. Sep. | 10:00 | Norwegen – Dänemark    | 3:10     |
|          |       | Ungarn – Estland       | 8:4      |
|          | 13:00 | Deutschland – Lettland | 4:6      |
|          |       | Wales – Schweden       | 5:8      |
|          |       | Ungarn – Dänemark      | 7:2      |
|          |       | Estland – Norwegen     | 9:6      |
|          | 19:30 | Wales – Lettland       | 0:7      |
|          |       | Schweden – Deutschland | 4:6      |
| 24. Sep. | 11:00 | Lettland – Schweden    | 4:12     |
|          |       | Deutschland – Wales    | 10:5     |
|          |       | Ungarn – Norwegen      | 6:5      |
|          |       | Estland – Dänemark     | 1:5      |

## Playoffs
|  | Viertelfinale | Viertelfinale |            |             | Halbfinale       | Halbfinale |  |  | Finale | Finale |
|  |               |               |            |             |                  |            |  |  |        |        |
|  |               |               |            |             |                  |            |  |  |        |        |
|  | Schottland    | 5             |            |             |                  |            |  |  |        |        |
|  | Schottland    | 5             |            |             |                  |            |  |  |        |        |
|  | Dänemark      | 3             |            |             |                  |            |  |  |        |        |
|  | Dänemark      | 3             | England    | 1           |                  |            |  |  |        |        |
|  |               |               | England    | 1           |                  |            |  |  |        |        |
|  |               | Schweiz       | 6          |             |                  |            |  |  |        |        |
|  | Deutschland   | Schweiz       | 6          | 8           |                  |            |  |  |        |        |
|  | Deutschland   |               |            | 8           |                  |            |  |  |        |        |
|  | Ungarn        | 1             |            |             |                  |            |  |  |        |        |
|  |               |               | Schottland | 6           |                  |            |  |  |        |        |
|  |               |               |            | Schweiz     | 2                |            |  |  |        |        |
|  | Österreich    | 4             |            |             |                  |            |  |  |        |        |
|  | Schweiz       | 5             |            |             |                  |            |  |  |        |        |
|  | Schweiz       | 5             | Schottland | 8           |                  |            |  |  |        |        |
|  |               |               | Schottland | 8           | Spiel um Platz 3 |            |  |  |        |        |
|  |               | Deutschland   | 5          |             |                  |            |  |  |        |        |
|  | England       | Deutschland   | 5          | 6           | England          | 4          |  |  |        |        |
|  | England       |               |            | 6           | England          | 4          |  |  |        |        |
|  | Russland      | 5             |            | Deutschland | 5                |            |  |  |        |        |
|  | Russland      | 5             |            |             | 5                |            |  |  |        |        |
|  |               |               |            |             |                  |            |  |  |        |        |

### Endstand
| Platz | Land        |
| ----- | ----------- |
| 01    | Schottland  |
| 02    | Schweiz     |
| 03    | Deutschland |
| 04    | England     |
| 05    | Ungarn      |
| 06    | Österreich  |
| 07    | Russland    |
| 08    | Dänemark    |
| 09    | Slowakei    |
| 10    | Frankreich  |
| 11    | Tschechien  |
| 12    | Schweden    |
| 13    | Spanien     |
| 14    | Lettland    |
| 15    | Finnland    |
| 16    | Irland      |
| 17    | Estland     |
| 18    | Niederlande |
| 19    | Norwegen    |
| 20    | Belarus     |
| 21    | Italien     |
| 22    | Serbien     |
| 23    | Türkei      |
| 24    | Wales       |